# ICC World Cricket League Division Four 2010
Der  ICC World Cricket League Division Four 2010 war die zweite Ausgabe dieses One-Day-Cricket-Wettbewerbes und fand zwischen dem 14. und 21. August 2010 in Italien statt. Das Wettbewerb war Teil der ICC World Cricket League 2009–14. Im Finale setzten sich die Vereinigten Staaten gegen Italien mit acht Wickets durch.

## Teilnehmer
An dem Turnier haben insgesamt 6 Mannschaften teilgenommen. Davon qualifizierten sich die zwei Absteiger der ICC World Cricket League Division Three 2009:
| - Argentinien | - Cayman Islands |

Vom Turnier der vierten Division der World Cricket League im Jahr 2008 verblieben:
| - Italien | - Tansania |

Beim Turnier der fünften Division der World Cricket League im Jahr 2010 qualifizierten sich:
| - Nepal | - Vereinigte Staaten |

## Format
In einer Gruppenphase spielte jedes Team gegen jedes andere. Der Sieger eines Spiels bekam zwei Punkte, für ein Unentschieden oder No Result gab es einen Punkt. Die beiden Gruppenersten stiegen in den ICC World Cricket League Division Three 2011 und bestritten ein Finale. Die Dritt- und Viertplatzierten bleiben in Division Four und spielen in den ICC World Cricket League Division Four 2012. Die Fünf- und Sechstplatzierten stiegen in die Division Five und nahmen an dem ICC World Cricket League Division Five 2012 teil.

## Stadien
Die folgende Stadien wurden als Austragungsorte vorgesehen
| Stadion                 | Stadt    | Kapazität |
| ----------------------- | -------- | --------- |
| Centro Sportivo Dozza   | Dozza    |           |
| Centro Sportivo Ca'Nova | Medicina |           |
| Ovale di Rastignano     | Pianoro  |           |

## Vorrunde
| Division Four      | Sp. | S | N | NR | P | NRR    |
| ------------------ | --- | - | - | -- | - | ------ |
| Vereinigte Staaten | 5   | 4 | 1 | 0  | 8 | +2.005 |
| Italien            | 5   | 4 | 1 | 0  | 8 | +1.130 |
| Nepal              | 5   | 3 | 2 | 0  | 6 | +0.691 |
| Tansania           | 5   | 3 | 2 | 0  | 6 | −0.960 |
| Cayman Islands     | 5   | 1 | 4 | 0  | 2 | −1.042 |
| Argentinien        | 5   | 0 | 5 | 0  | 0 | −1.991 |

| 14. August Scorecard | Dozza | Argentinien 36-4 (18.2) | – | Tansania |
|                      |       | No Result               |   |          |

| 14. August Scorecard | Medicina | Italien        | – | Cayman Islands |
|                      |          | Spiel abgesagt |   |                |

| 14. August Scorecard | Pianoro | Nepal 51-2 (14) | – | Vereinigte Staaten |
|                      |         | No Result       |   |                    |

| 15. August Scorecard | Medicina | Argentinien    | – | Cayman Islands |
|                      |          | Spiel abgesagt |   |                |

| 15. August Scorecard | Pianoro | Italien 71 (33.1)           | – | Nepal 77-5 (25) |
|                      |         | Nepal gewinnt mit 5 Wickets |   |                 |

| 15. August Scorecard | Dozza | Tansania 128 (38.1)                       | – | Vereinigte Staaten 132-0 (12.4) |
|                      |       | Vereinigte Staaten gewinnt mit 10 Wickets |   |                                 |

| 16. August Scorecard | Pianoro | Argentinien 160-8 (50)               | – | Cayman Islands 164-5 (33) |
|                      |         | Cayman Islands gewinnt mit 5 Wickets |   |                           |

| 17. August Scorecard | Dozza | Cayman Islands 181-9 (50)                | – | Vereinigte Staaten 182-1 (29.3) |
|                      |       | Vereinigte Staaten gewinnt mit 9 Wickets |   |                                 |

| 17. August Scorecard | Pianoro | Italien 262 (49.2)          | – | Argentinien 202 (45.1) |
|                      |         | Italien gewinnt mit 60 Runs |   |                        |

| 17. August Scorecard | Medicina | Tansania 117 (47.3)         | – | Nepal 108 (44.1) |
|                      |          | Tansania gewinnt mit 9 Runs |   |                  |

| 18. August Scorecard | Dozza | Argentinien 193-8 (50)      | – | Nepal 194-2 (32.4) |
|                      |       | Nepal gewinnt mit 8 Wickets |   |                    |

| 18. August Scorecard | Pianoro | Tansania 197-9 (50)          | – | Cayman Islands 154 (48.3) |
|                      |         | Tansania gewinnt mit 43 Runs |   |                           |

| 18. August Scorecard | Medicina | Italien 212-9 (50)          | – | Vereinigte Staaten 161 (41.2) |
|                      |          | Italien gewinnt mit 51 Runs |   |                               |

| 19. August Scorecard | Dozza | Argentinien 197 (50)           | – | Tansania 198-7 (41) |
|                      |       | Tansania gewinnt mit 3 Wickets |   |                     |

| 19. August Scorecard | Medicina | Italien 233-8 (50)          | – | Cayman Islands 186 (45) |
|                      |          | Italien gewinnt mit 47 Runs |   |                         |

| 19. August Scorecard | Pianoro | Vereinigte Staaten 203-8 (50)          | – | Nepal 148 (49.3) |
|                      |         | Vereinigte Staaten gewinnt mit 55 Runs |   |                  |

| 20. August Scorecard | Pianoro | Vereinigte Staaten 306-6 (50)           | – | Argentinien 110 (27.2) |
|                      |         | Vereinigte Staaten gewinnt mit 196 Runs |   |                        |

| 20. August Scorecard | Medicina | Cayman Islands 69 (39.5)    | – | Nepal 70-3 (17.2) |
|                      |          | Nepal gewinnt mit 7 Wickets |   |                   |

| 20. August Scorecard | Dozza | Italien 259-7 (50)           | – | Tansania 92 (27) |
|                      |       | Italien gewinnt mit 167 Runs |   |                  |

## Platzierungsspiele

### Spiel um Platz 5
| 21. August Scorecard | Dozza | Argentinien 182-9 (50)               | – | Cayman Islands 186-3 (29.3) |
|                      |       | Cayman Islands gewinnt mit 7 Wickets |   |                             |

### Spiel um Platz 3
| 21. August Scorecard | Medicina | Tansania 73 (39.3)           | – | Nepal 74-0 (12.3) |
|                      |          | Nepal gewinnt mit 10 Wickets |   |                   |

### Finale
| 21. August Scorecard | Pianoro | Italien 185-9 (50)                       | – | Vereinigte Staaten 188-2 (21.4) |
|                      |         | Vereinigte Staaten gewinnt mit 8 Wickets |   |                                 |

## Abschlusstabelle
| Pos | Team               | Anmerkung                                                 |
| --- | ------------------ | --------------------------------------------------------- |
| 1   | Vereinigte Staaten | Aufstieg zur ICC World Cricket League Division Three 2011 |
| 2   | Italien            | Aufstieg zur ICC World Cricket League Division Three 2011 |
| 3   | Nepal              | Verbleib in ICC World Cricket League Division Four 2012   |
| 4   | Tansania           | Verbleib in ICC World Cricket League Division Four 2012   |
| 5   | Cayman Islands     | Abstieg zur ICC World Cricket League Division Five 2012   |
| 6   | Argentinien        | Abstieg zur ICC World Cricket League Division Five 2012   |